# Ежевский, Казимир Антонович
Казими́р-Станисла́в Анто́нович Еже́вский (2 марта 1864, Гродненская губерния — январь 1920, Нарва) — офицер Русской армии, впоследствии - генерал-майор (1919). Участник белого движения.
Происходил из польской католической семьи.

## Образование
Окончил Санкт-Петербургскую военную прогимназию, Санкт-Петербургское юнкерское училище (1884), Офицерскую стрелковую школу (1908).

## Пехотный офицер
Служил в 146-м пехотном Царицынском полку. С 5 февраля 1886 — подпоручик, служил в 91-м пехотном Двинском полку, расквартированном в Ревеле (проходил службу в этой воинской части до 1918). С 14 марта 1887 — адъютант 2-го батальона. С 26 февраля 1890 — поручик. Неоднократно награждался призами (в том числе Императорским призом) за стрельбу из винтовки и револьвера.
С 30 апреля 1897 — заведующий учебной командой полка. С 1 апреля 1900 — штабс-капитан, командир 6-й роты полка. С 1 апреля 1901 — капитан. В 1906 временно исполнял обязанности командира 2-го батальона. С 1907 исполнял должность заведующего хозяйством полка. Затем исполнял обязанности командира 2-го и 3-го батальонов, коменданта города Ревеля. С 5 октября 1913 — подполковник. С 9 октября 1913 — командир 3-го батальона. В составе полка участвовал в Первой мировой войне, был произведён в полковники.

## Участник Гражданской войны
В 1918 вернулся в Ревель, где осенью 1918 участвовал в формировании первых русских добровольческих отрядов, входивших в Северный корпус в Пскове. Затем Ревельский отряд полковника Ежевского был переформирован в Ревельский пехотный полк, во главе которого участвовал в боях на Нарвском направлении. После занятия белыми Нарвы полк вошёл в состав 1-й стрелковой бригады, участвовал во взятии Ямбурга. В июне 1919 был помощником начальника 1-й стрелковой дивизии генерала А. Ф. Дзерожинского. С 8 октября 1919 — командир отдельной бригады, в том же месяце произведён в генерал-майоры. С 4 ноября 1919 — начальник 6-й дивизии, которая должна была развёртываться на основе отдельной бригады. В декабре 1919, после отступления белых войск на территорию Эстонии и их разоружения был назначен в резерв чинов при Главнокомандующем.

## Гибель
В январе 1920, вместе с генералом Дзерожинским, входил в состав Санитарной комиссии, которая занималась борьбой с сыпным тифом. При обходе госпиталей заразился тифом и скончался в том же месяце. По свидетельству современника эти событий, журналиста Г. И. Гроссена, генерал Ежевский — «один из редких генералов, не оставивший армии в дни агонии».

## Награды
- Орден Святого Станислава 3-й ст. (06.12.1900)
- Орден Святой Анны 3-й ст. (03.02.1902)
- Орден Святой Анны 2-й ст. (1906)
- Орден Святой Владимира 4-й ст.
- Мечи и бант к ордену Св. Владимира 4-й ст. (ВП 03.03.1915).